# Pekka Alpo

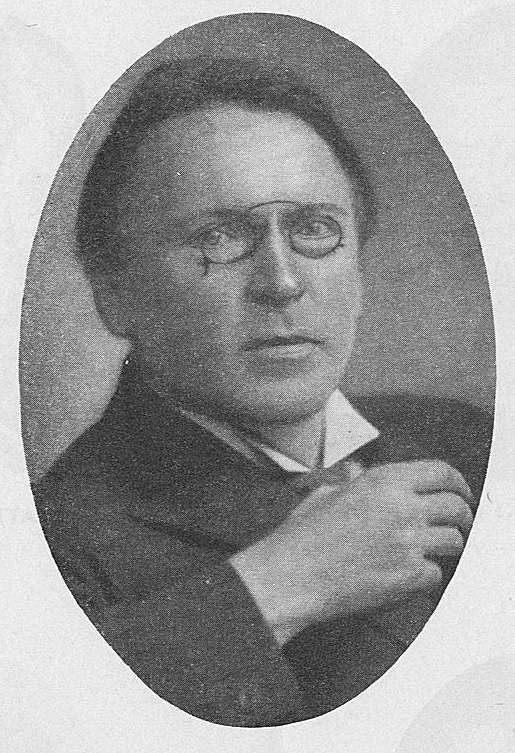
Pekka Alpo, bild från början av 1930-talet.

Pekka Albin Alpo (ursprungligen Muhonen), född 26 februari 1877 i Heinävesi, död 5 februari 1952, var en finländsk teaterchef och teaterregissör.
Alpo var son till bonden Niilo Muhonen och Angelika Pakarinen. Han blev student 1896 och studerade vid Konstuniversitetets Teaterhögskola. Därefter gjorde han studieresor till Tyskland och Frankrike 1901–1902, Centraleuropa 1925 samt till Tyskland, England och Frankrike 1932. Han verkade som skådespelare vid Finska teatern 1898–1901 och verkade som regissör vid densamma 1903–1904. Alpo arbetade som skådespelare vid teatern i Tammerfors 1904–1905, var dess chef 1907–192 samt innehade samma position vid Folkteatern 1914–1920 och Nationalteatern 1920–1947. Alpo tilldelades 1948 Pro Finlandia-medaljen.